# Simulium aranti
Simulium aranti es una especie de insecto del género Simulium, familia Simuliidae, orden Diptera.
Fue descrita científicamente por Stone & Snoddy, 1969.